# Cleistocactus brookeae subsp. vulpis-cauda
Cleistocactus brookeae subsp. vulpis-cauda ist eine Unterart der Pflanzenart Cleistocactus brookeae in der Gattung Cleistocactus aus der Familie der Kakteengewächse (Cactaceae). Das Epitheton vulpis-cauda leitet sich von den lateinischen Worten vulpes für ‚Fuchs‘ sowie cauda für ‚Schwanz‘ ab und verweist auf die dicht bedornten, rötlichbraunen hängende Triebe der Art.

## Beschreibung
Cleistocactus brookeae subsp. vulpis-cauda wächst strauchig mit an der Basis verzweigten, hängenden Trieben und erreicht bei Durchmessern von bis 5 Zentimetern Längen von 1 bis 2 Metern. Es sind 18 bis 22 kaum quer gekerbte Rippen vorhanden. Die darauf befindlichen Areolen sind gelb bis dunkelbraun. Die bis 50 biegbaren, weißlich bis rötlich braunen, in Haare übergehenden Dornen sind 1 bis 2 Zentimeter lang. Sie lassen sich nur schwer in Mittel- und Randdornen unterscheiden.
Die lilaroten Blüten sind bis 6 Zentimeter lang. Sie sind über dem Perikarpell scharf aufwärts und dann ein wenig auswärts gebogen. Die Staubblätter und der Griffel ragen aus der Blüte heraus. Die etwas würfelförmigen, roten bis bräunlichen Früchte erreichen Durchmesser von etwa 9 Millimetern.

## Verbreitung und Systematik
Cleistocactus brookeae subsp. vulpis-cauda ist im bolivianischen Departamento Chuquisaca in der Provinz Tomina in Höhenlagen von etwa 1200 bis 1600 Metern verbreitet, wo sie aus Felswänden hängt.
Die Erstbeschreibung erfolgte 1962 durch Friedrich Ritter und Willy Cullmann. Roy Mottram stellte 2002 die Art als Unterart zur Art Cleistocactus brookeae.

## Nachweise